# St. Johns (Illinois)
St. Johns és una població dels Estats Units a l'estat d'Illinois. Segons el cens del 2000 tenia 218 habitants.

## Demografia
Segons el cens del 2000, St. Johns tenia 218 habitants, 96 habitatges, i 62 famílies. La densitat de població era de 120,2 habitants/km².
Dels 96 habitatges en un 29,2% hi vivien nens de menys de 18 anys, en un 47,9% hi vivien parelles casades, en un 10,4% dones solteres, i en un 35,4% no eren unitats familiars. En el 30,2% dels habitatges hi vivien persones soles el 9,4% de les quals corresponia a persones de 65 anys o més que vivien soles. El nombre mitjà de persones vivint en cada habitatge era de 2,27 i el nombre mitjà de persones que vivien en cada família era de 2,79.
Per edats la població es repartia de la següent manera: un 21,6% tenia menys de 18 anys, un 9,2% entre 18 i 24, un 29,4% entre 25 i 44, un 30,3% de 45 a 60 i un 9,6% 65 anys o més.
L'edat mediana era de 40 anys. Per cada 100 dones de 18 o més anys hi havia 111,1 homes.
La renda mediana per habitatge era de 35.455 $ i la renda mediana per família de 43.750 $. Els homes tenien una renda mediana de 32.083 $ mentre que les dones 14.167 $. La renda per capita de la població era de 15.802 $. Aproximadament el 9,4% de les famílies i l'11,4% de la població estaven per davall del llindar de pobresa.

## Poblacions més properes
El següent diagrama mostra les poblacions més properes.